# Alpes suisses

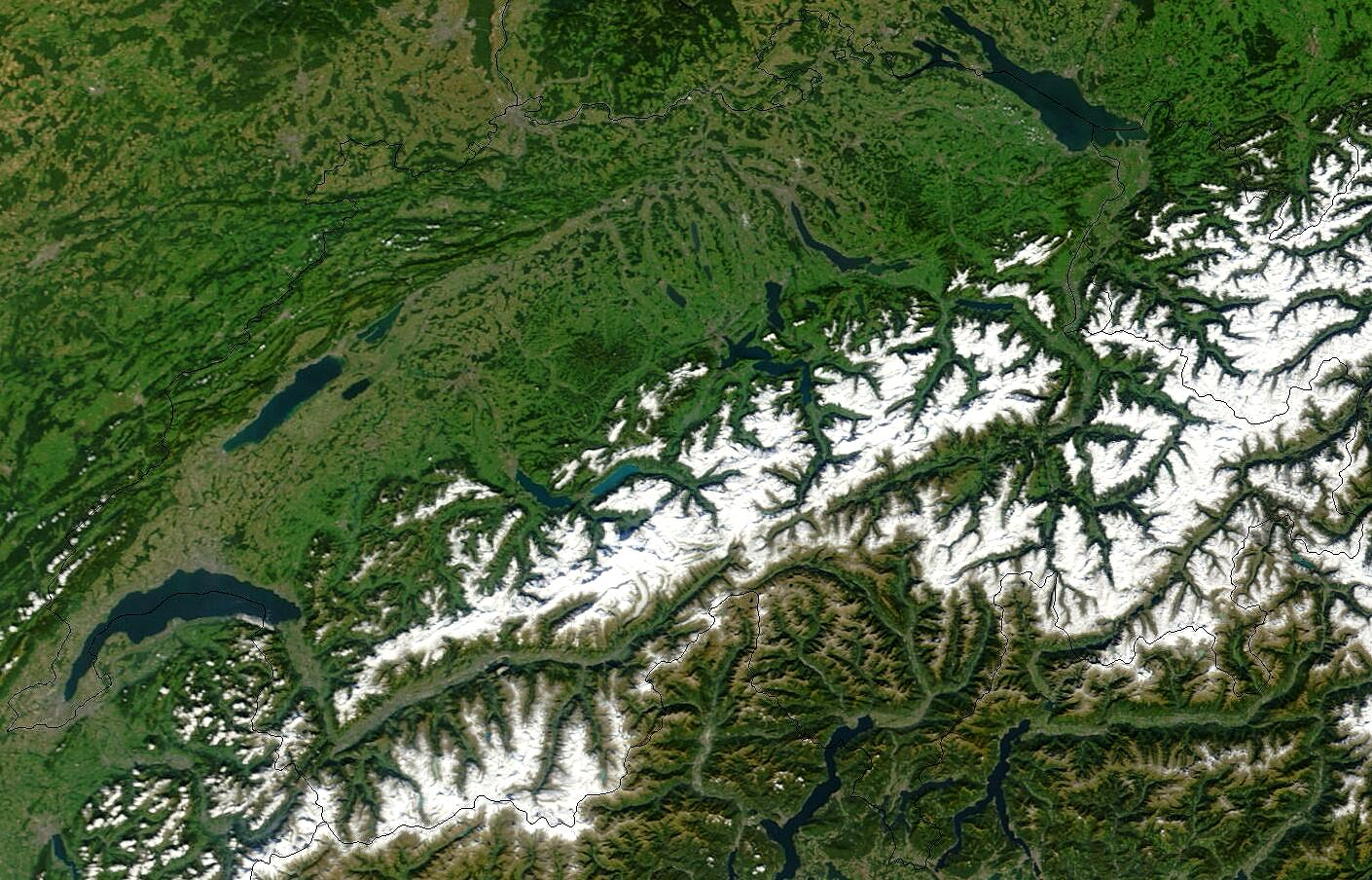
Image satellite de la Suisse.

Les Alpes suisses sont la partie située en Suisse de la chaîne des Alpes. Elles comprennent la haute montagne du col du Petit-Saint-Bernard à l'ouest jusqu'au col de Resia à l'est. Selon la classification traditionnelle du système alpin, elles font partie des Alpes centrales.
Le point culminant des Alpes suisses et de la Suisse est la pointe Dufour, à 4 634 mètres, à proximité de la frontière italo-suisse. La plus haute montagne située entièrement sur territoire suisse est le Dom des Mischabel, à 4 545 mètres.
C'est une région d'Europe et du monde très affectée par le dérèglement climatique.

## Géographie
Les Alpes couvrent 61 % de la superficie de la Suisse (41 285 km2), donnant ainsi au pays un caractère alpin très prononcé (deuxième en termes de pourcentage après l'Autriche). Bien que la Suisse couvre seulement 13,2 % du territoire des Alpes (190 600 km2), beaucoup de sommets de plus de 4 000 mètres d'altitude (48 sur 82) se situent dans les Alpes suisses. Les glaciers des Alpes suisses occupent 1 230 km2 (3 % du territoire suisse), ceci représente 44 % de la superficie glaciaire totale des Alpes (2 800 km2).

### Subdivision
Selon la classification traditionnelle italienne du système alpin, la « Partition des Alpes » (Partizione delle Alpi) formulée en 1924 durant le IXe Congrès géographique italien et officialisée en 1926, la plupart des Alpes suisses à l'est du Petit col Ferret font partie des Alpes centrales. De la même manière que l'arc alpin, ils peuvent être divisées en deux parties, les Alpes suisses occidentales et les Alpes suisses orientales, dont la frontière suit le cours du Rhin alpin et du Rhin postérieur, commençant au lac de Constance jusqu'à la frontière italienne au col du Splügen en Grisons. Ce principe est répandu en particulier par la classification orographique des Alpes orientales développée par les clubs alpins allemand, autrichien et sud-tyrolien (Alpenvereinseinteilung der Ostalpen, AVE) et par la proposition récente de la subdivision orographique internationale unifiée du système alpin (Suddivisione Orografica Internazionale Unificata del Sistema Alpino, SOIUSA). 

#### Alpes suisses occidentales

Carte des Alpes suisses occidentales.

De l'ouest à l'est, au sud du Rhône et du Rhin :
- Massif du Chablais et massif du Giffre : canton du Valais, séparées du massif du Mont-Blanc par l'Arve ;
- Massif du Mont-Blanc : canton du Valais, séparé des Alpes valaisannes par le Petit col Ferret. L'aiguille d'Argentière est le plus haut sommet de la partie située en Suisse ;
- Alpes valaisannes (Alpes pennines) : canton du Valais, séparées des Alpes lépontines par le col du Simplon, contiennent les plus hauts sommets, pointe Dufour dans le massif du mont Rose, le Dom des Mischabel, le Weisshorn et le célèbre Cervin ;
- Alpes lépontines : cantons du Valais, Tessin, Grisons, séparées de la chaîne de l'Oberhalbstein par le col du Splügen, contient le col du Saint-Gothard.

De l'ouest à l'est, au nord du Rhône et du Rhin :
- Alpes bernoises : cantons de Berne, Valais, Vaud, Fribourg, séparées des Alpes uranaises par le col du Grimsel, contient 9 sommets de plus de 4 000 mètres parmi lesquels le Finsteraarhorn et la Jungfrau. Dans ce massif se trouve la face nord de l'Eiger ;
- Alpes uranaises : cantons d'Uri, Berne, Valais, Lucerne, Obwald, Nidwald, séparées des Alpes glaronaises par la Reuss ;
- Alpes glaronaises : cantons d'Uri, Glaris, Grisons, séparées des Préalpes appenzelloises par le Seetal ;
- Préalpes appenzelloises : cantons d'Appenzell Rhodes-Intérieures, d'Appenzell Rhodes-Extérieures et de Saint-Gall.

#### Alpes suisses orientales

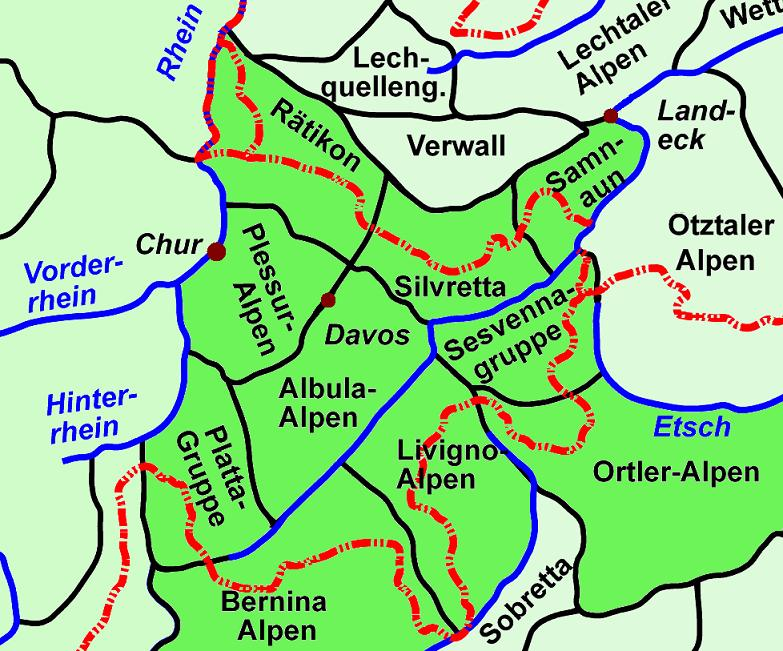
Carte des Alpes suisses orientales.

Toutes les chaînes de montagne suivantes sont situées dans le canton des Grisons. De manière traditionnelle, elles font partie des Alpes rhétiques s'étendant jusqu'au col de Resia à l'est, sauf le massif de l'Ortles qui appartient aux Préalpes orientales méridionales.
De l'ouest à l'est, au nord de la Maira et de l'Inn (l'Engadine) :
- Chaîne de l'Oberhalbstein (massif du Platta) ;
- Chaîne de Plessur ;
- Chaîne de l'Albula ;
- Rätikon ;
- Silvretta ;
- Massif de Samnaun.

De l'ouest à l'est, au sud de la Maira et de l'Inn :
- Chaîne de la Bernina, contient l'unique sommet de plus de 4 000 mètres des Alpes orientales ;
- Chaîne de Livigno ;
- Chaîne de Sesvenna ;
- Massif de l'Ortles.

## Géologie

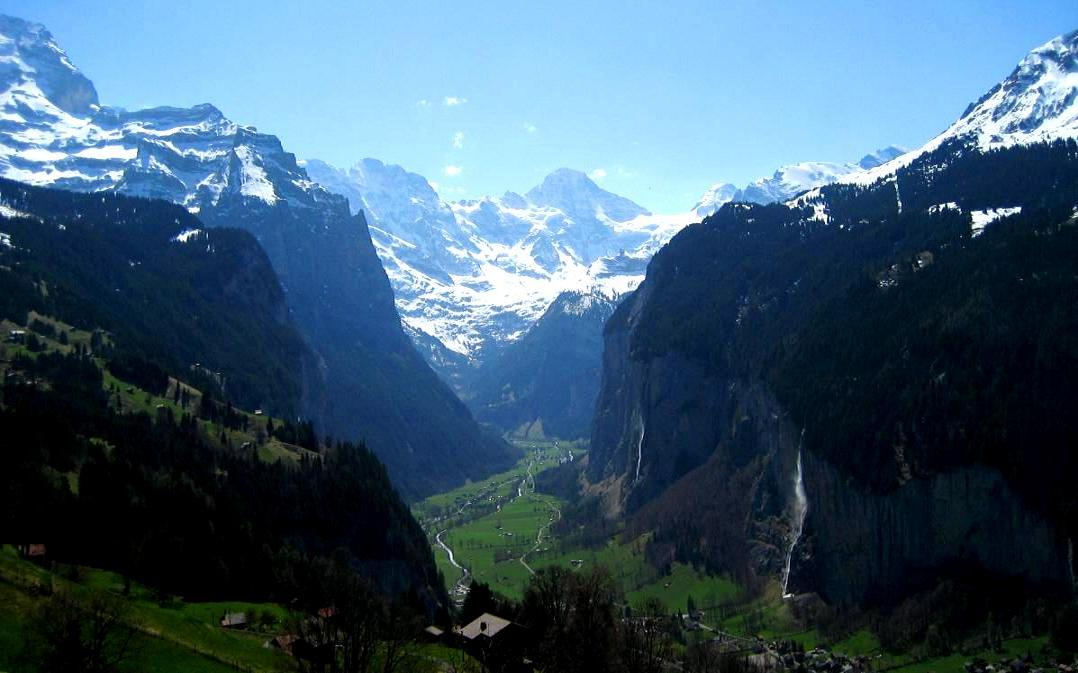
Vallée de Lauterbrunnen dans les Alpes bernoises, un des exemples les plus remarquables d'une vallée en U

Sauf quelques rares exceptions, les Alpes au nord du Rhône et du Rhin font partie de la zone helvétique alors que celles au sud font partie de la zone pennique. Les premières sont généralement composées de roches cristallines dures, les secondes contiennent principalement des roches métamorphiques.
Les dernières glaciations ont profondément marqué le paysage suisse, beaucoup de vallées sont d'origine glaciaire et ont la forme en U caractéristique. Après la glaciation du würm (il y a 10 000 ans environ), les grands glaciers qui occupaient pratiquement tout le territoire suisse se sont retirés pour ne subsister seulement que dans les zones de haute montagne. De nos jours le glacier d'Aletsch dans les Alpes bernoises est le plus long et le plus puissant des Alpes, ayant une longueur de 23 km et une profondeur atteignant 900 mètres à Konkordiaplatz. La région des grands glaciers des Alpes bernoises a été inscrite au patrimoine de l'UNESCO en 2001.

## Tourisme et transports
Le tourisme dans les Alpes suisses a débuté avec les premières ascensions des sommets majeurs des Alpes (Jungfrau en 1811, Cervin en 1865) par des alpinistes britanniques accompagnés de guides locaux. Le développement d'infrastructures pour les touristes a commencé au milieu du dix-neuvième siècle avec la construction d'hôtels et de cabanes de montagne (créations du Club alpin suisse en 1863) et l'ouverture de lignes de chemin de fer en montagne (Rigi en 1873, Gornergrat Bahn de Zermatt au Gornergrat en 1898). En 1912 fut inaugurée la ligne du Jungfraubahn qui conduit de Lauterbrunnen, Wengen et Grindelwald via la Petite Scheidegg à la plus haute gare d'Europe, le Jungfraujoch.

### Tourisme estival
La Suisse compte un réseau de 62 000 km de sentiers bien entretenus parmi lesquels 23 000 km se trouvent dans des zones montagneuses. Beaucoup de montagnes attirent des alpinistes du monde entier, particulièrement les sommets de 4 000 mètres. Le domaine skiable en été sur le glacier de Fee est le deuxième plus important de Suisse, après celui de Zermatt.

### Tourisme hivernal

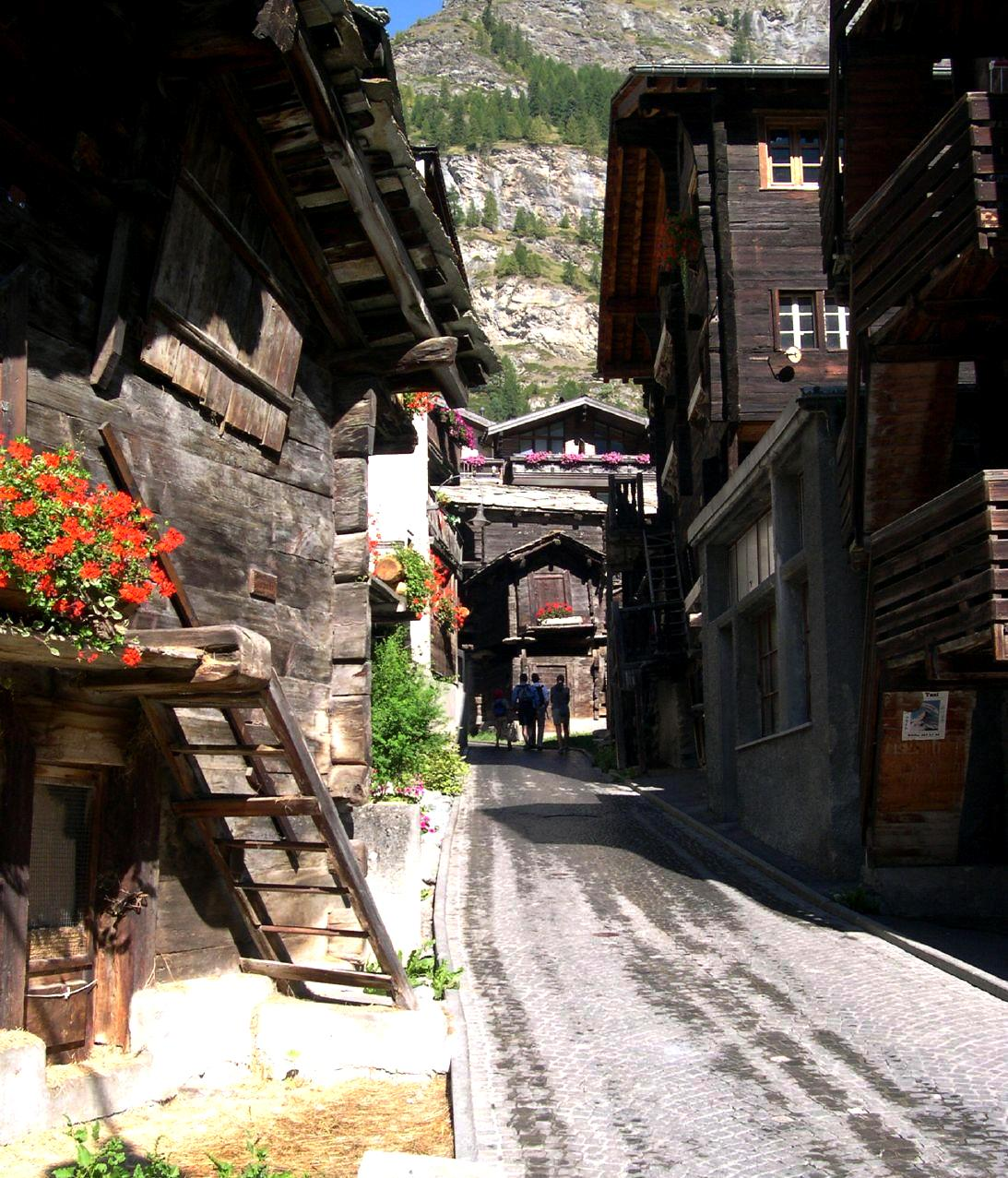
Malgré le tourisme de masse, Zermatt a gardé son caractère traditionnel

Les destinations majeures pour la pratique des sports d'hiver sont situées en Valais, Oberland bernois et Grisons. Les endroits les plus visités sont :
- Davos
- Grindelwald
- Saint-Moritz
- Zermatt (ski toute l'année)

Les autres grandes stations sont :
- Adelboden
- Andermatt
- Crans-Montana
- Engelberg
- Flims
- Gstaad
- Klosters
- Saas-Fee (ski toute l'année)
- Verbier
- Wengen

### Transports

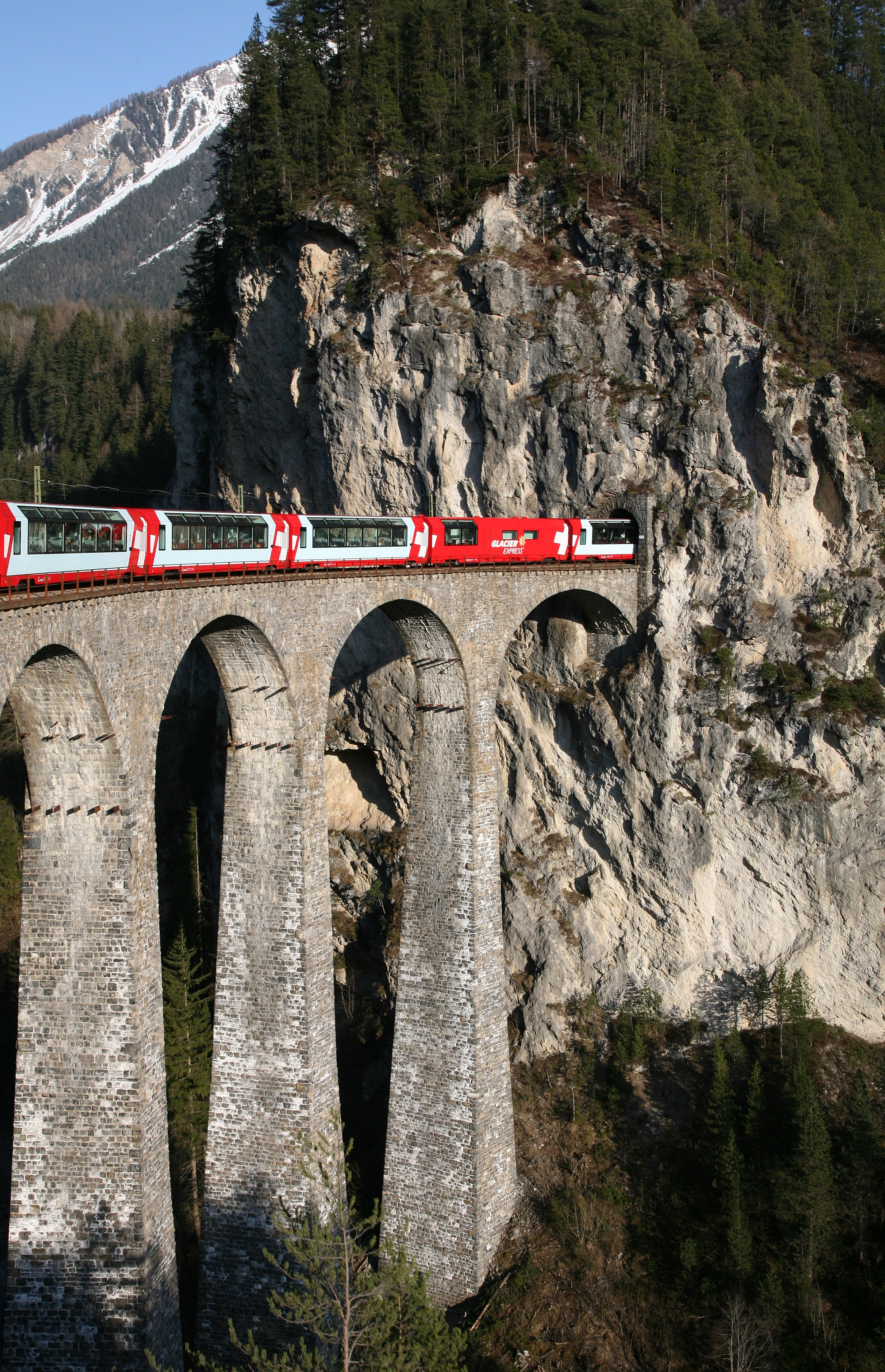
Le Glacier Express sur le viaduc de Landwasser, chaîne de l'Albula.

Les Alpes suisses et la Suisse en général comprennent un réseau de transport très étendu. Chaque village de montagne est accessible avec les transports publics, les compagnies principales sont :
- Chemins de fer fédéraux
- Chemins de fer rhétiques
- CarPostal

La plupart de régions de montagne sont à moins de trois heures de voyage de principales villes suisses et de leur aéroport respectif. La vallée de l'Engadine est plus difficile d'accès mais le trajet même, avec les trains renommés du Glacier Express ou du Bernina Express, est considéré comme une attraction.
L'aéroport de Samedan près de Saint-Moritz à 1 707 mètres d'altitude, est le plus élevé d'Europe.

## Lieux remarquables

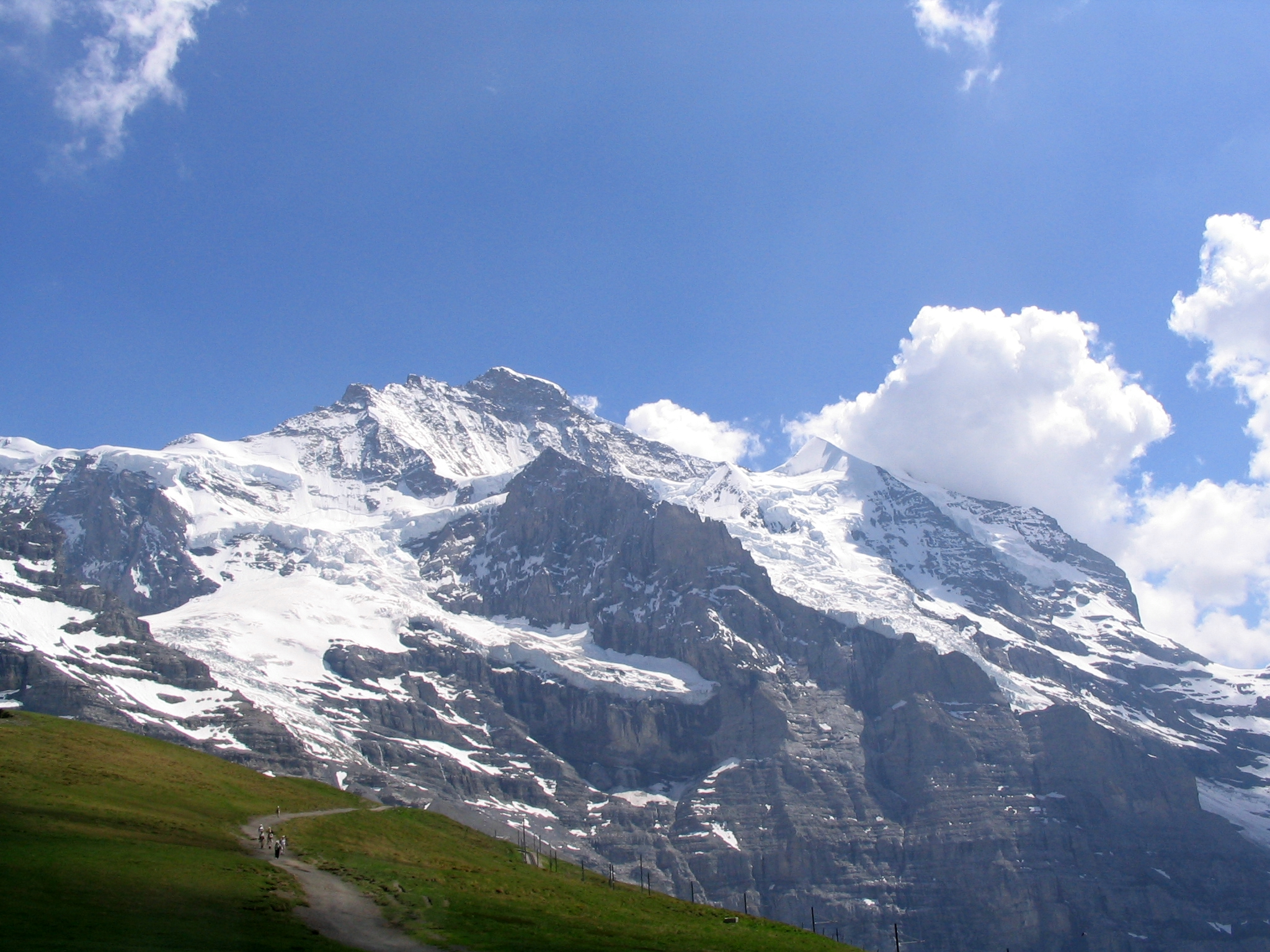
Paroi nord de la Jungfrau, Alpes bernoises
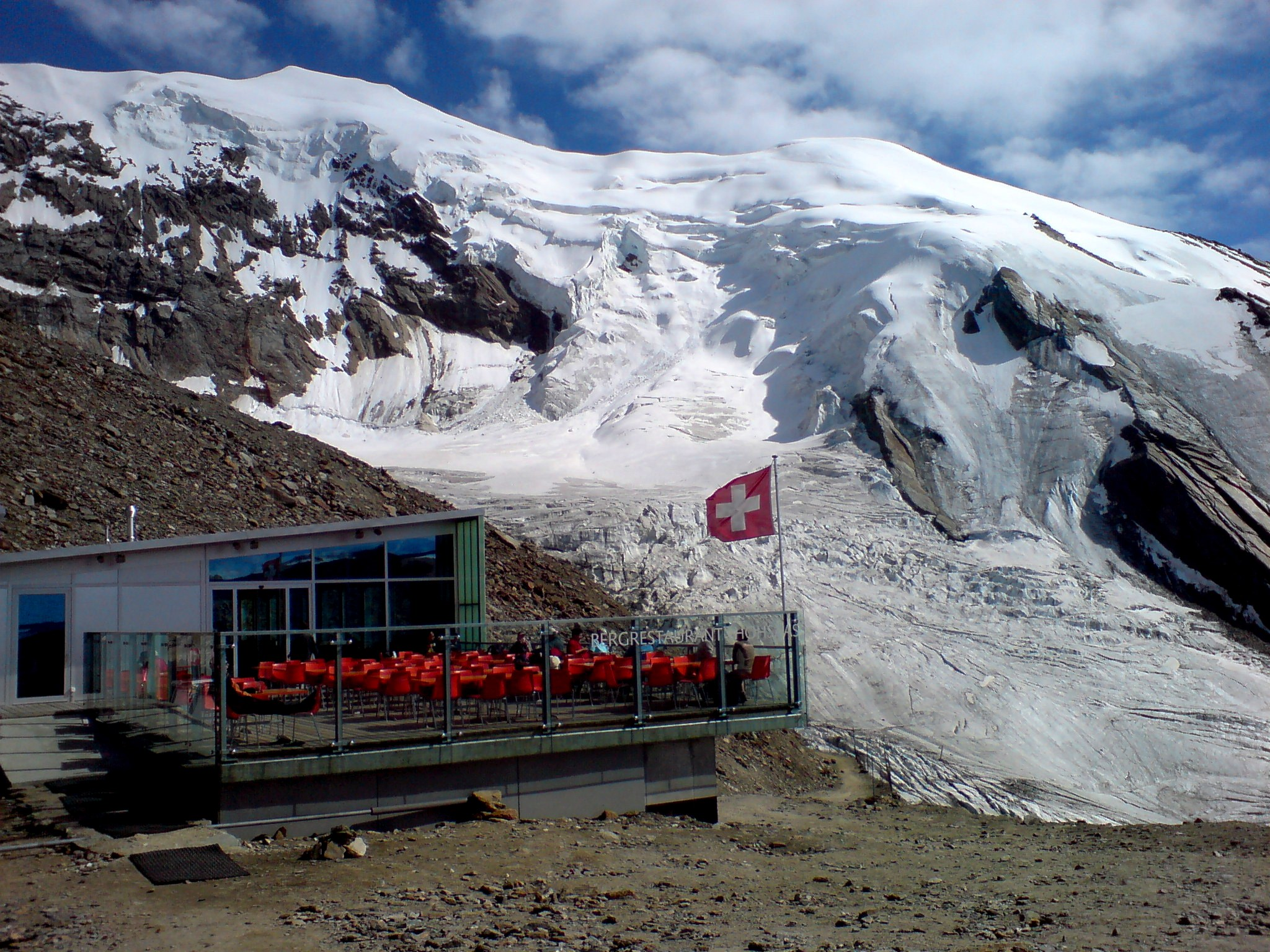
Le Weissmies vu depuis Hohsaas, Alpes valaisannes
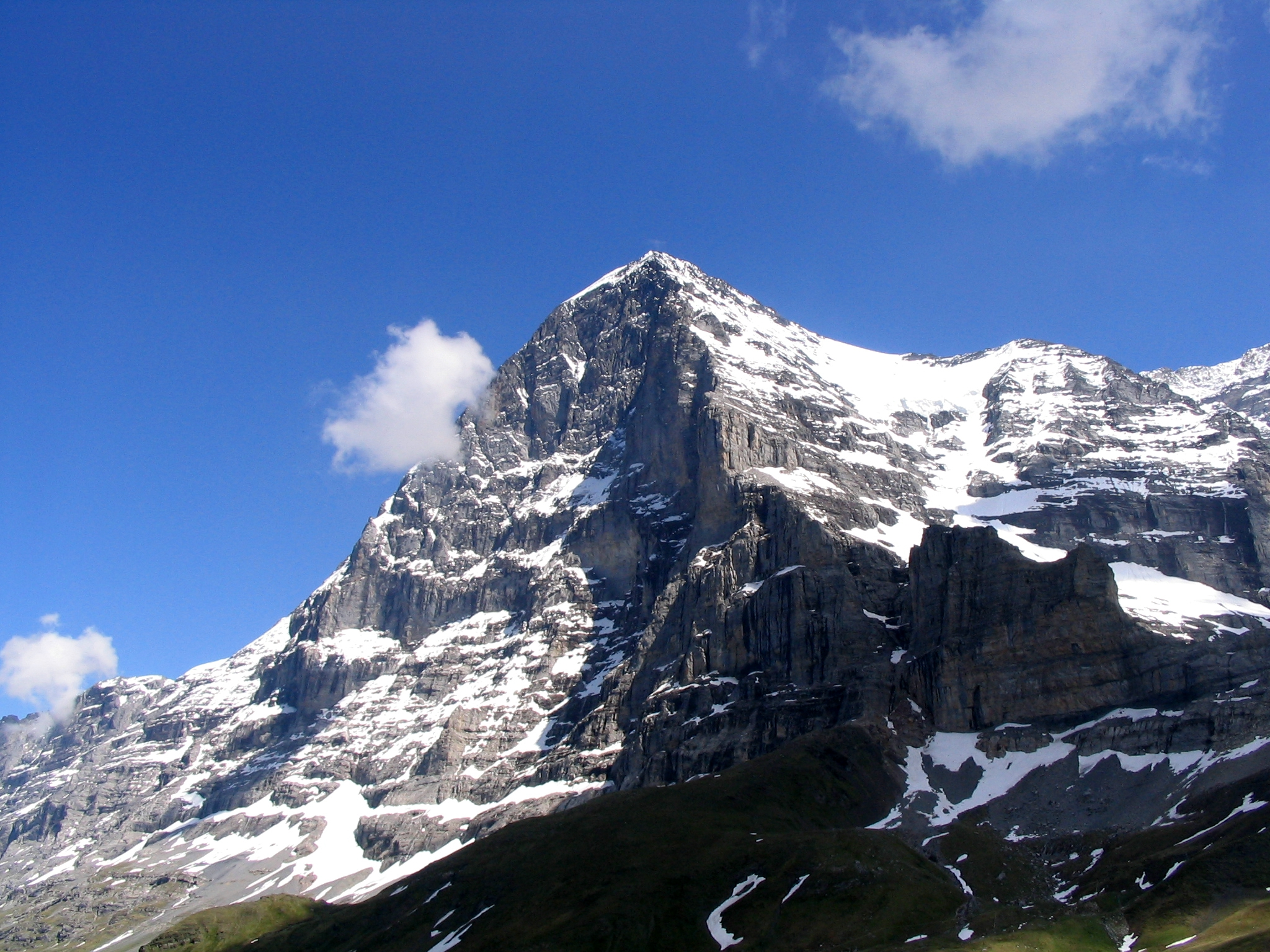
La face nord de l'Eiger, Alpes bernoises
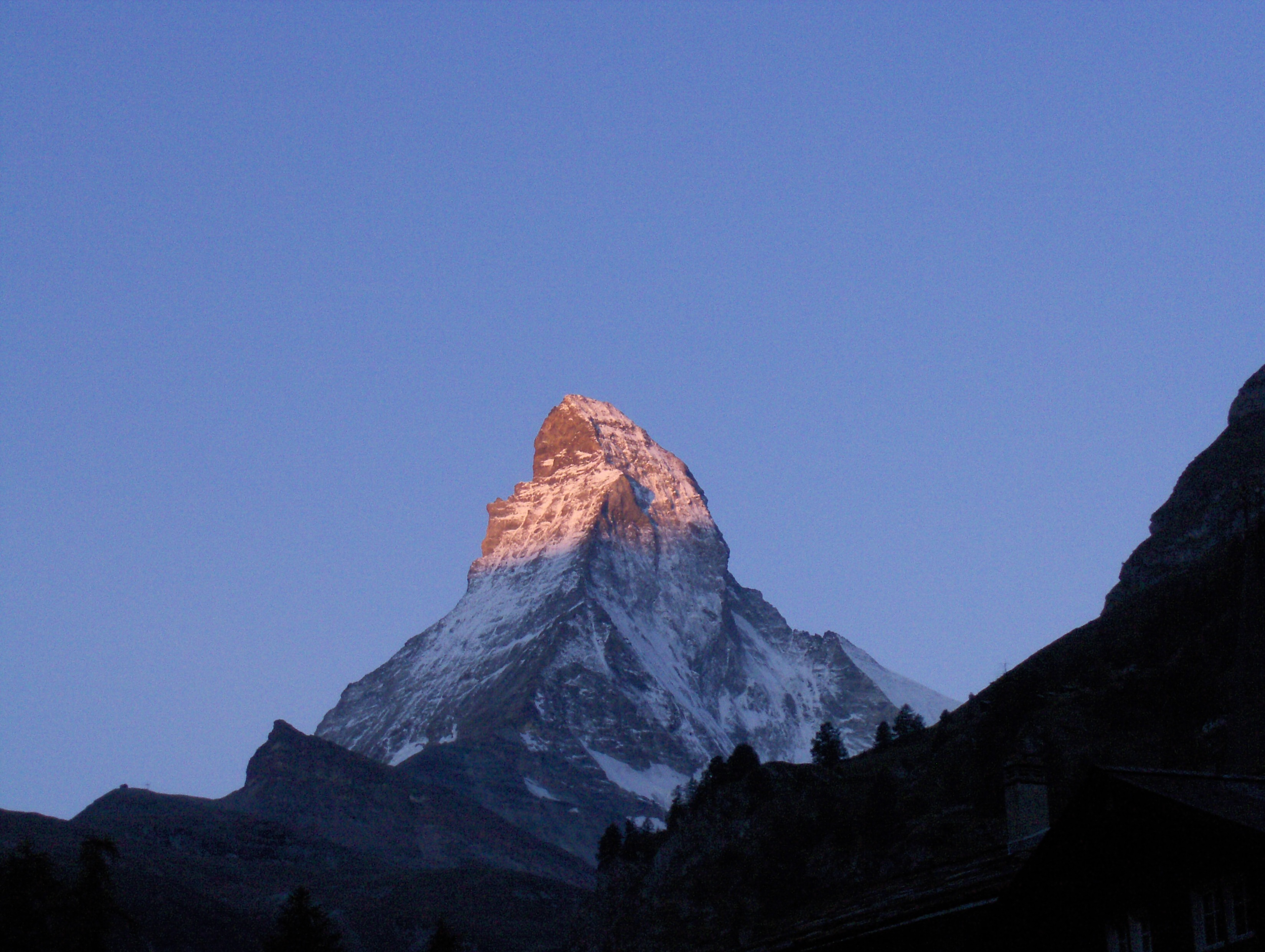
Vue classique du Cervin, Alpes valaisannes
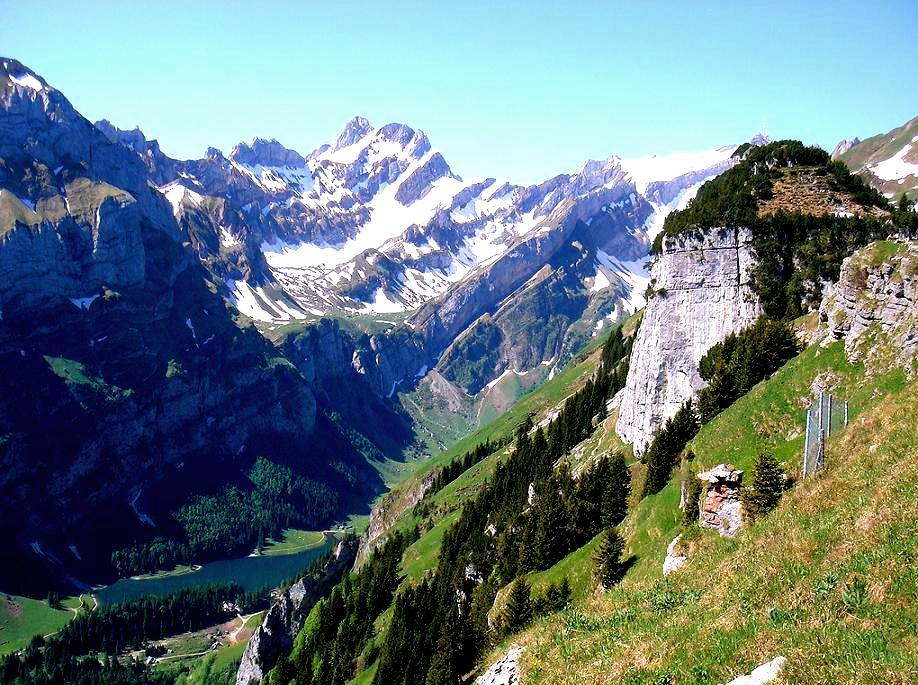
Ebenalp, Préalpes appenzelloises
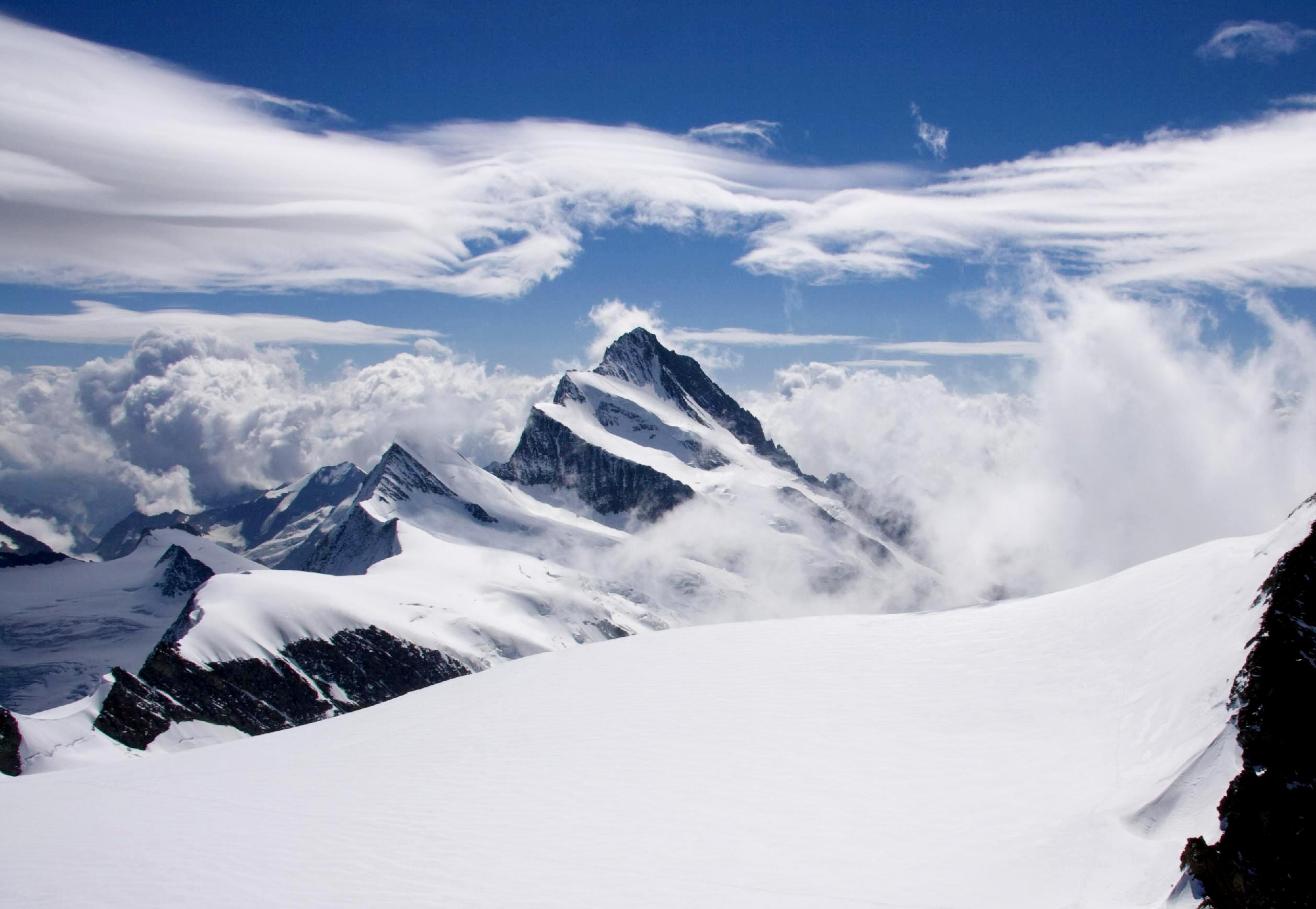
Finsteraarhorn, Alpes bernoises
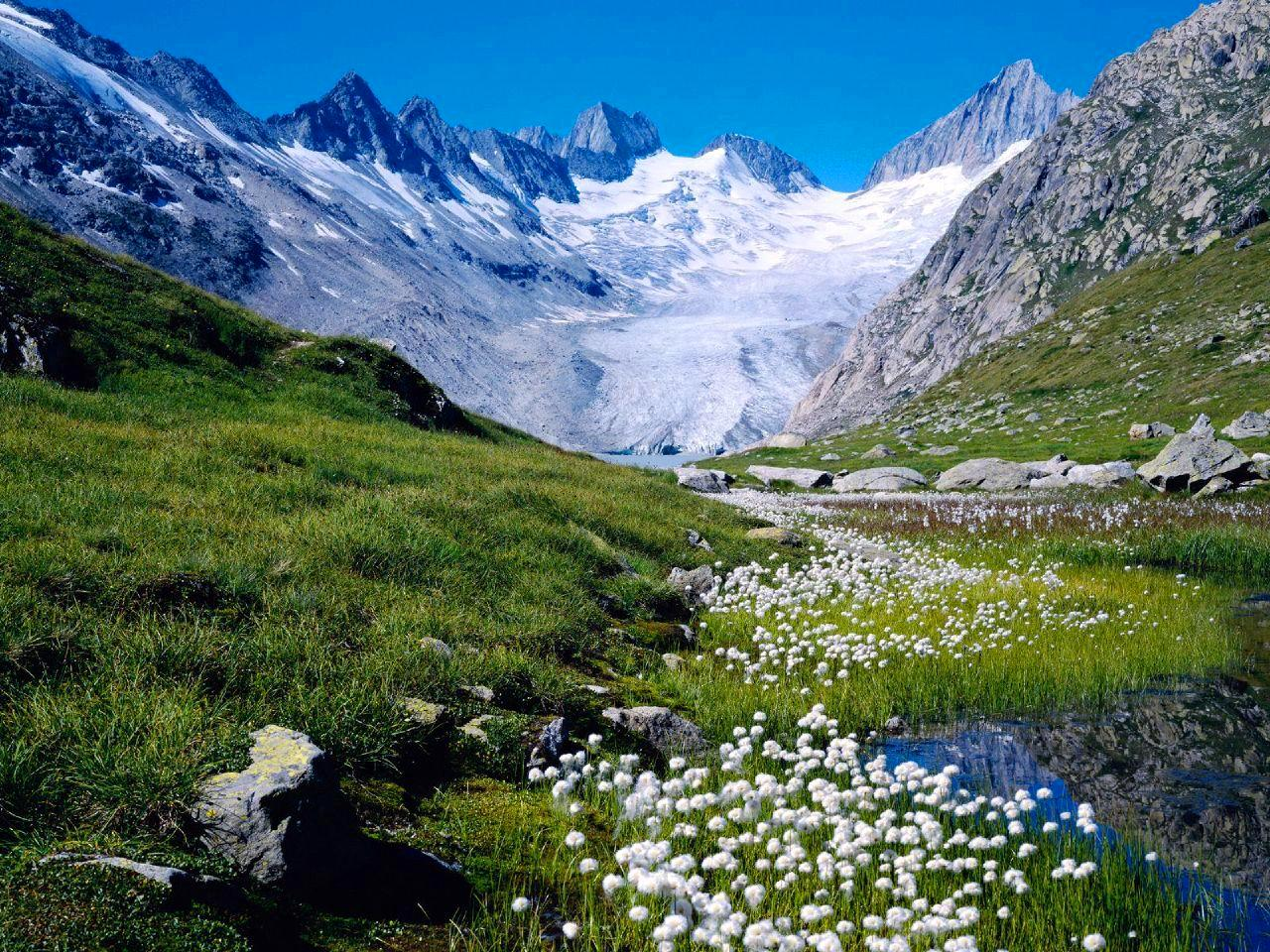
Le glacier de l'Unteraar, Alpes bernoises
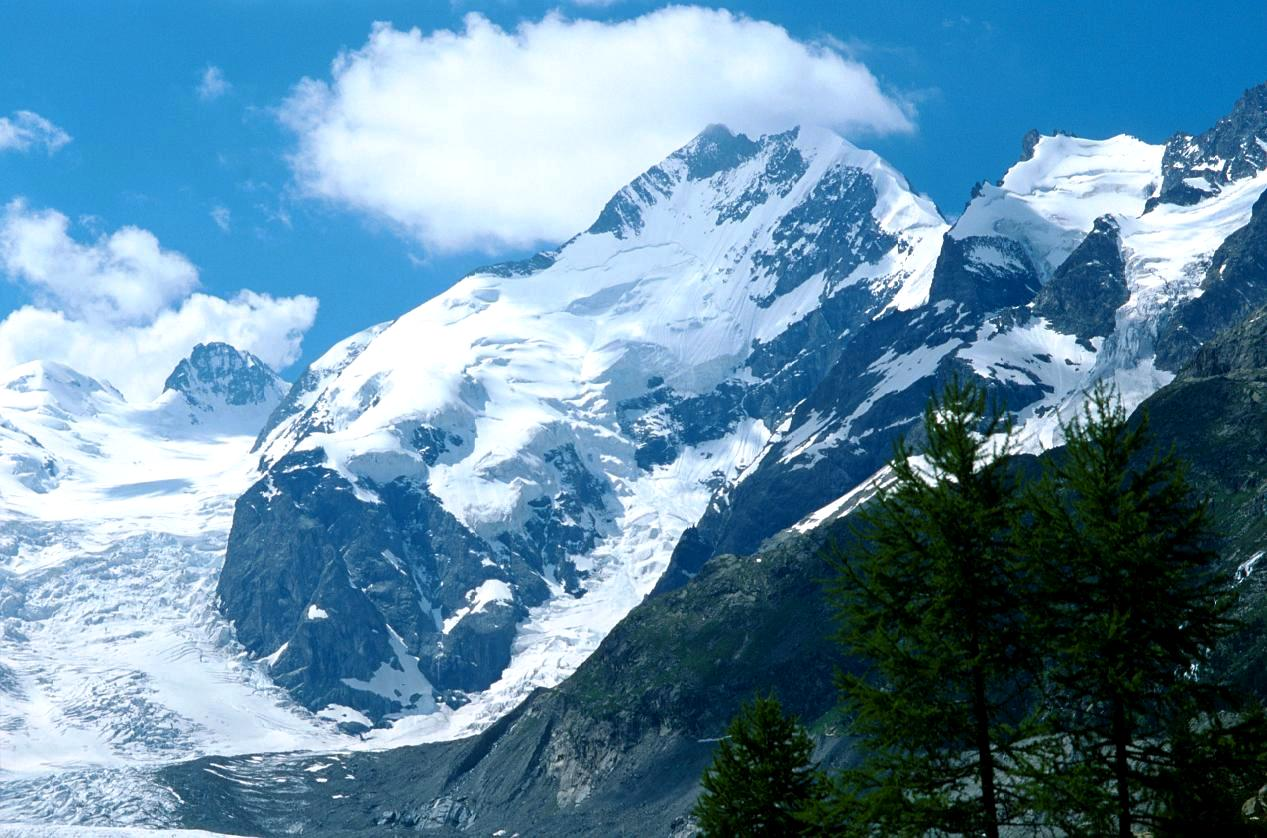
Piz Bernina, Alpes centrales orientales
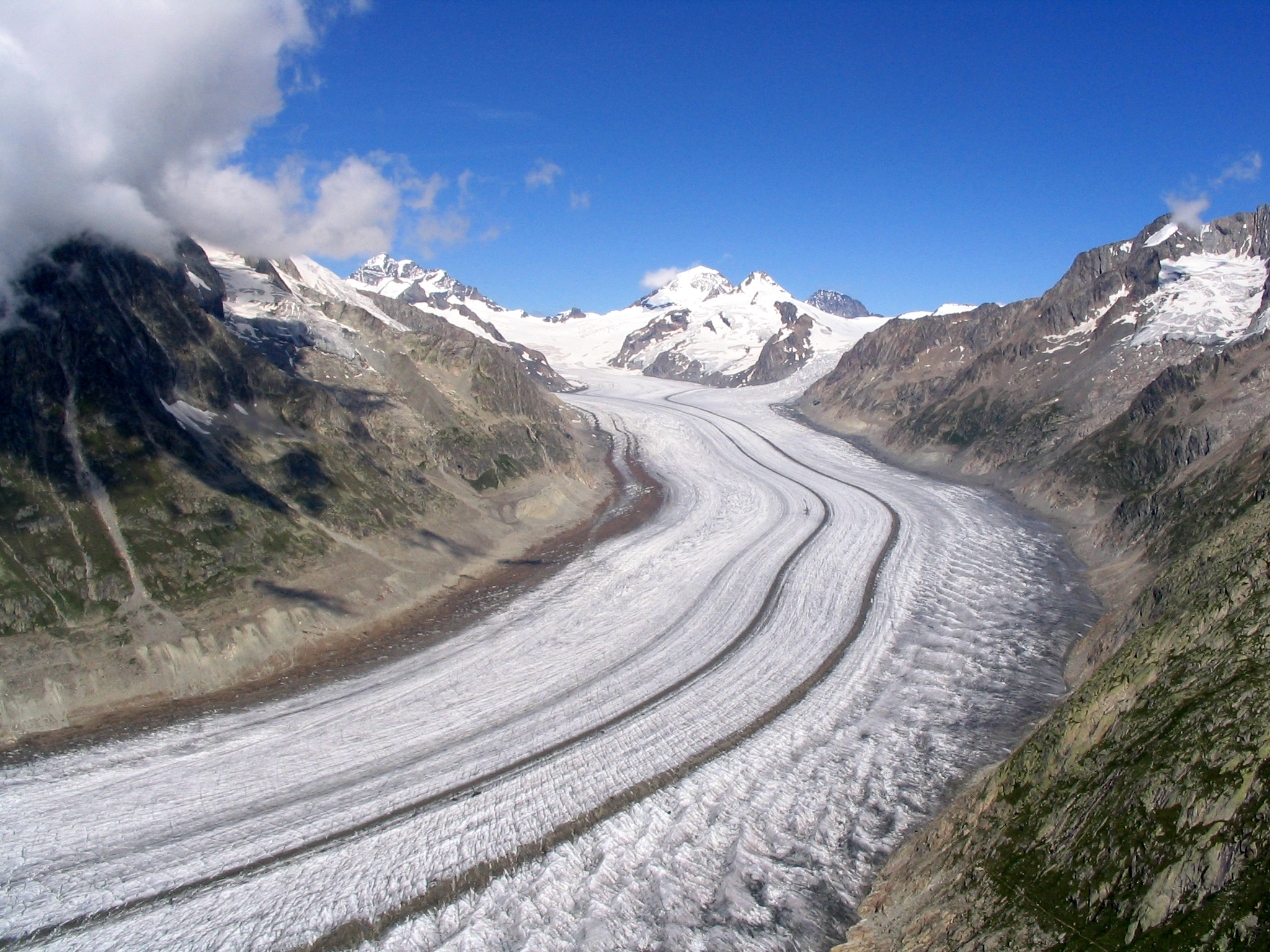
Le glacier d'Aletsch, Alpes bernoises
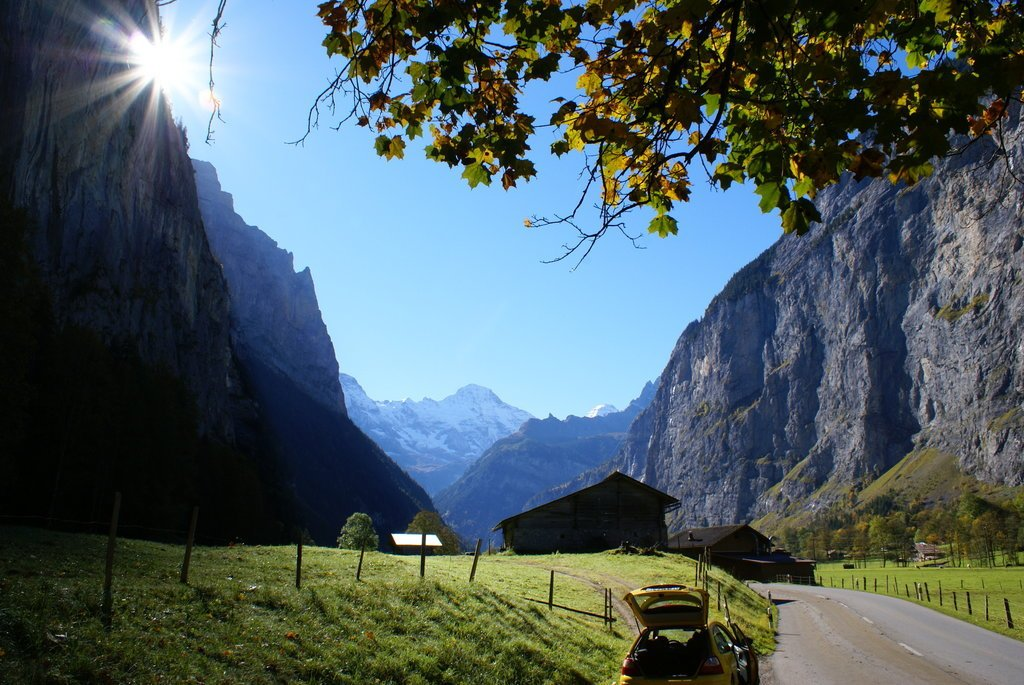
La vallée de Lauterbrunnen, Alpes bernoises
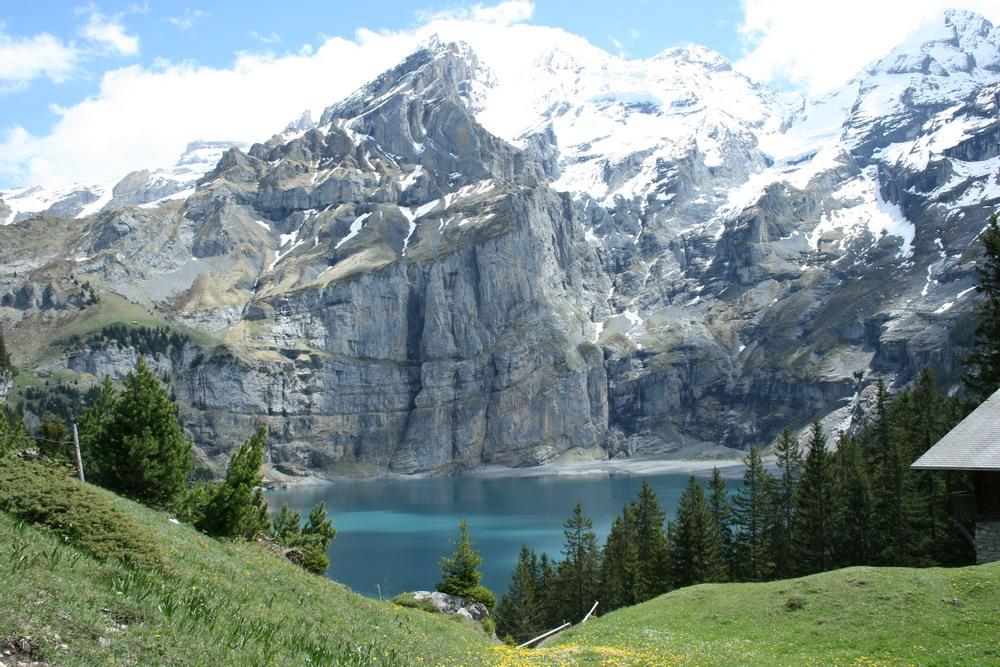
L'Oeschinensee, Alpes bernoises
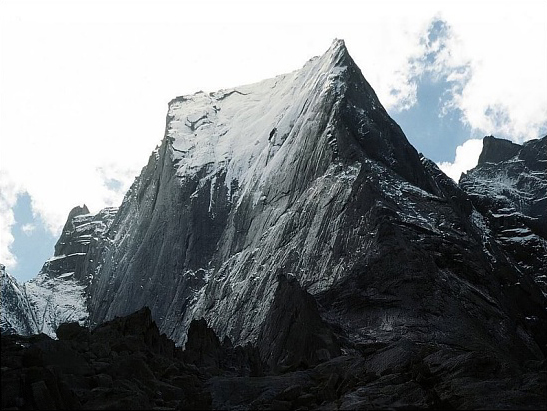
Piz Badile, chaîne de la Bernina
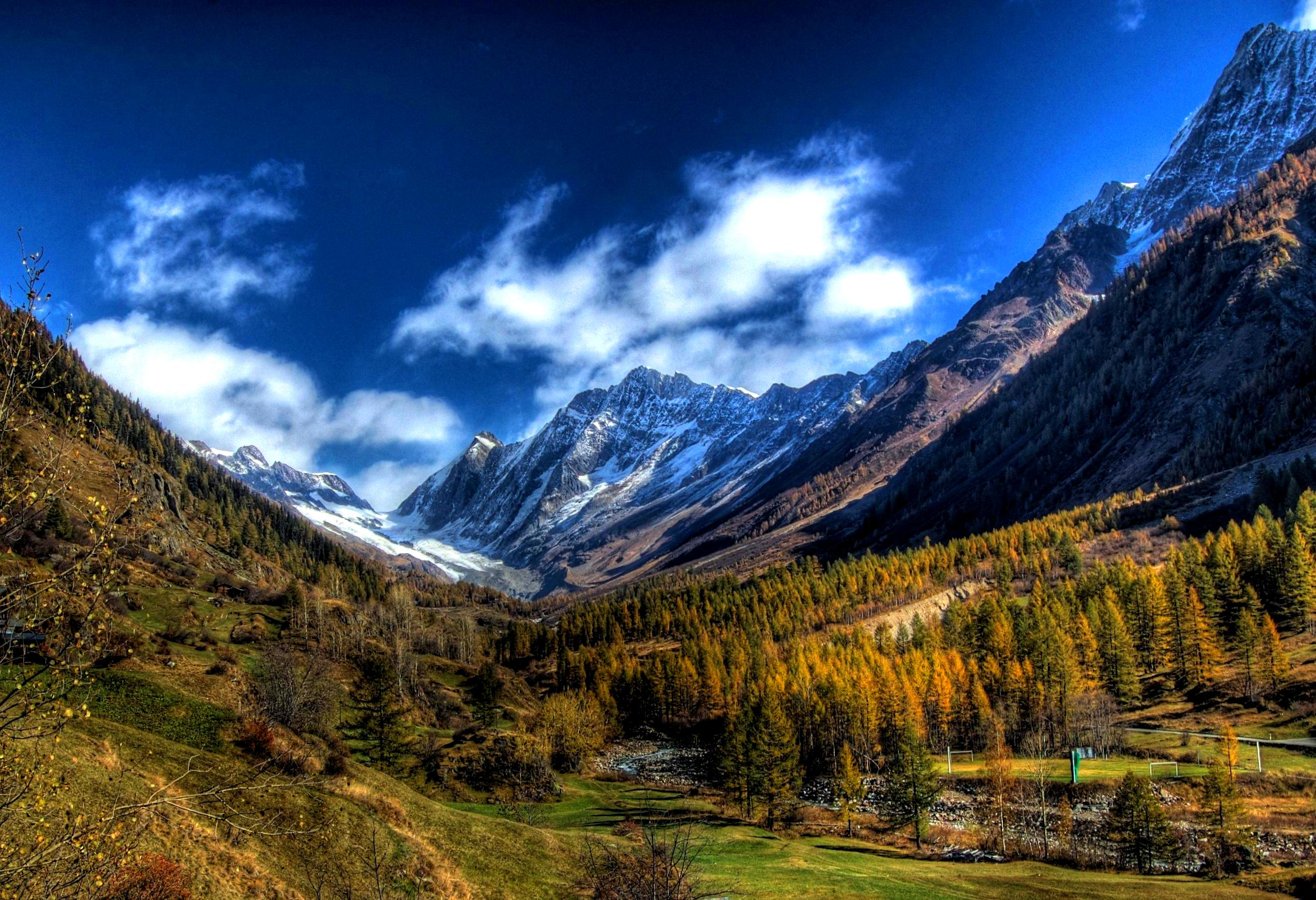
Lötschental, Alpes bernoises
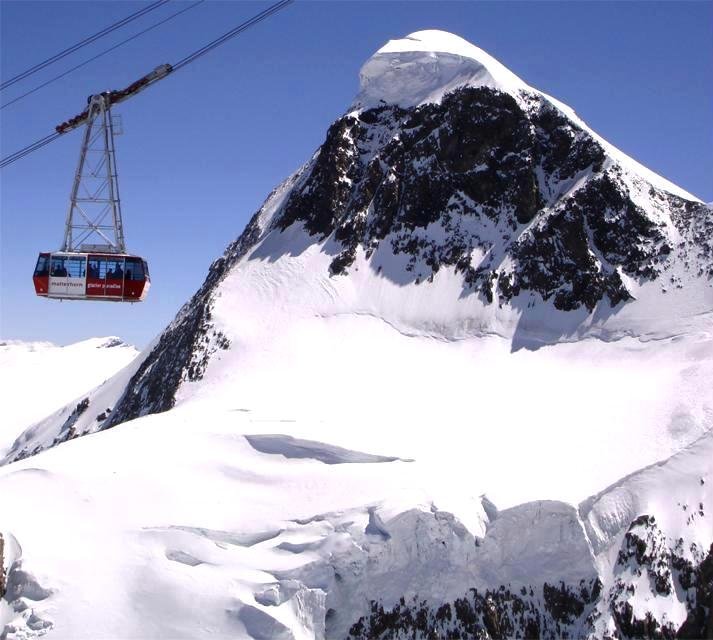
Le téléphérique du Petit Cervin, Alpes valaisannes
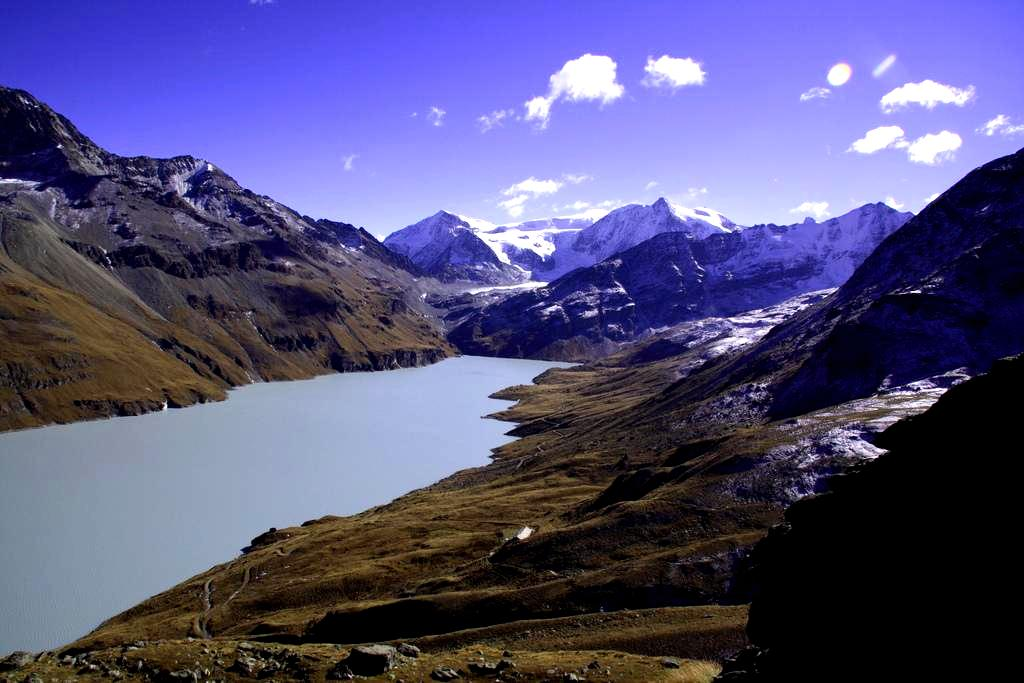
Lac des Dix, Alpes valaisannes
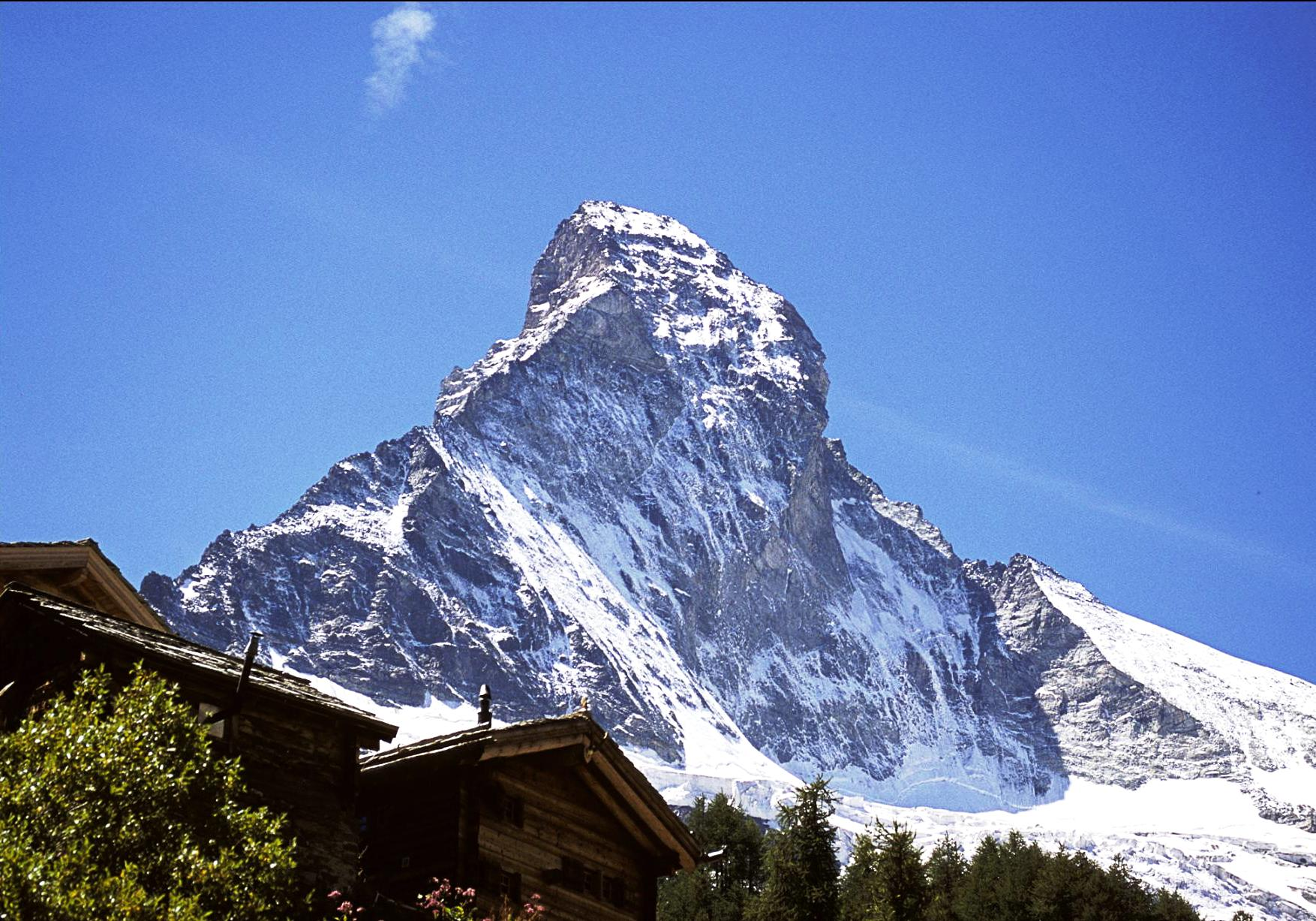
La face nord du Cervin, Alpes valaisannes
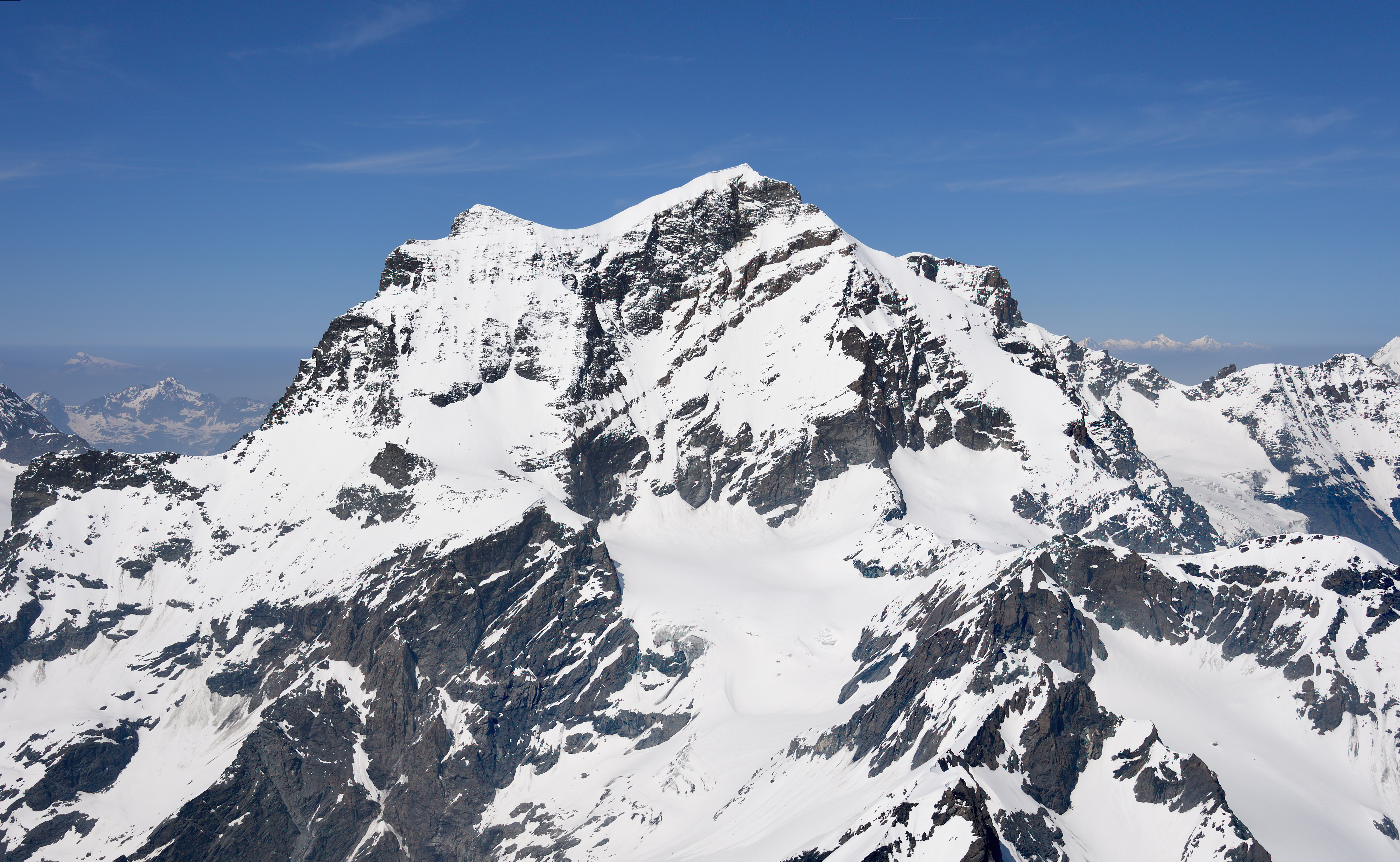
Le Grand Combin, Alpes valaisannes
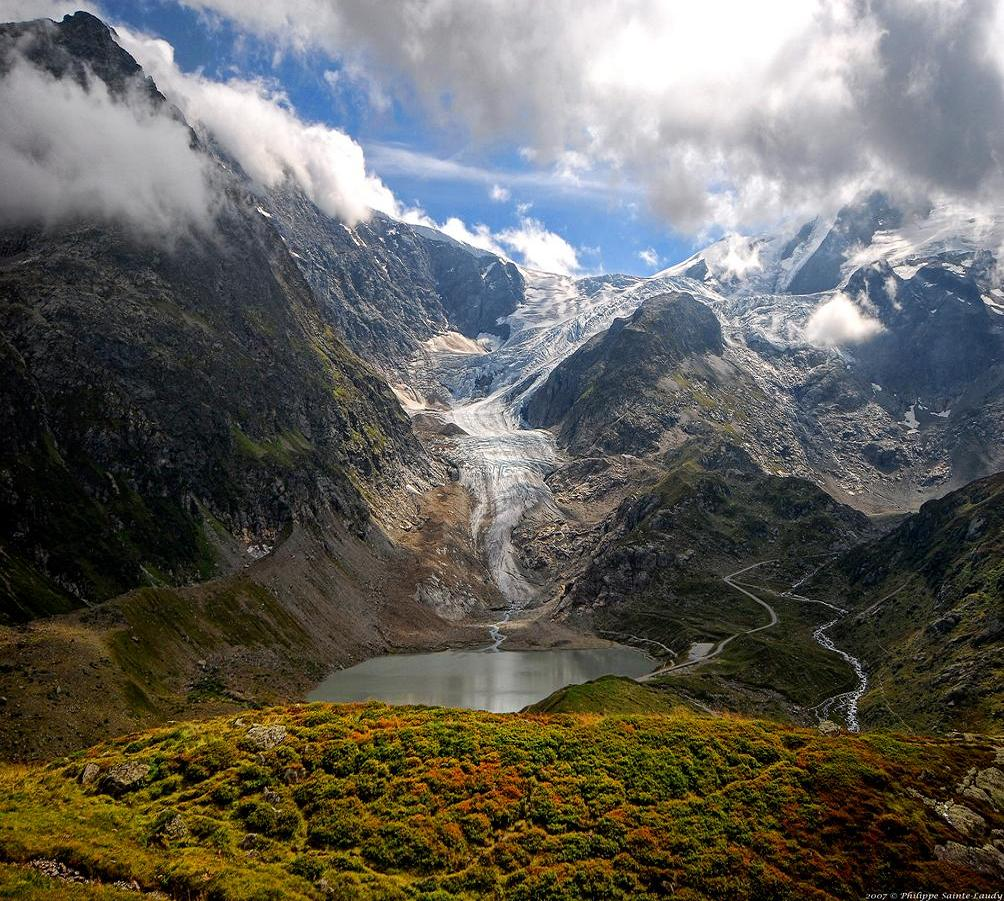
Le glacier de Stei vu de col du Susten, Alpes uranaises